# Big Gold Belt
Big Gold Belt (Det store guldbælte) er et historisk bælte inden for wrestling, og det fysiske bælte har repræsenteret mange verdensmestre igennem historien. Oprindeligt blev bæltet designet af sølvsmeden Charles Crumrine i 1985 og bestilt af Jim Crockett Promotions, der var en del af National Wrestling Alliance (NWA). Bæltet blev specieldesignet til NWA-verdensmesteren Ric Flair. Det oprindelige bælte var kendt for ikke at være branded, og der stod kun ""World Heavyweight Wrestling Champion" ("verdensmester inden for wrestling") uden at nævne nogen bestemt wrestlingorganisation, hverken NWA eller Jim Crockett Promotions. I 2003 føjede World Wrestling Entertainment (WWE) et logo til bæltet, da de fik rettighederne til Big Gold Belt. Bæltet har desuden en særlig navneplade, og den har WWE kopieret til andre titler i organisationen. WWE har rettighederne til bæltet og er den seneste wrestlingorganisation, der har gjort brug af bæltet.  

## Historie
Big Gold Belt har repræsenteret en række VM-titler inden for wrestling:
- 1985-1991: NWA World Heavyweight Championship
- 1991-1991: WCW World Heavyweight Championship (Ric Flair tog Big Gold Belt med sig til WWF i 1991 og afleverede det først tilbage til WCW i 1993)
- 1993-1994: WCW International World Heavyweight Championship
- 1994-2001: WCW World Heavyweight Championship
- 2001-2002: WWF Undisputed Championship (sammen med WWF Championship)
- 2002-2013: WWE's World Heavyweight Championship
- 2013-nu: Ingen

| Sport | Spire Denne artikel om sport er en spire som bør udbygges. Du er velkommen til at hjælpe Wikipedia ved at udvide den. |